# 소대춘
소대춘(蕭大春, 530년 ~ 551년)은 중국 남북조 시대 양나라의 황족이다. 자는 인경(仁經)이고 간문제의 여섯째 아들이다.

## 생애
540년에 서풍현공(西豐縣公)으로 봉해졌다.
550년에 간문제가 즉위한 뒤 그해 7월 18일에 소대춘을 안륙군왕(安陸郡王)으로 봉했다.
551년에 후경이 간문제를 폐한 뒤 회계에 있던 소대춘을 사람을 보내 살해했다.